# Caroline Rose
Caroline Elizabeth Rose (Long Island, Nueva York, 19 de octubre de 1989) es una cantante y compositora estadounidense. Tras lanzar dos álbumes de canciones inspiradas en folk y country, lanzó el álbum pop-rock Loner en 2018. Su álbum más reciente, Superstar, fue lanzado el 6 de marzo de 2020.

## Biografía
Nacida en 1989 en Long Island, Rose creció en Center Moriches, Nueva York. Hija de dos artistas, Rose comenzó a escribir canciones y poemas a los 13 años. Rose frecuentó el Wellesley College en Massachusetts, donde se formó en 2011 como bacharel en arquitectura.
En 2012, Caroline Rose, entonces con 22 años, y el productor y multinstrumentista Jer Coons iniciaron una campaña en Kickstarter para financiar la producción de su primer álbum, America Religious. La campaña excedió su meta de US$ 8.000, recaudando US$ 10.115. El álbum, mezclando estilos de música folk americana, country y rockabilly, fue lanzado de forma independiente a finales de aquel año. Dos años después, Rose lanzó su primer álbum distribuido nacionalmente, I Will Not Be Afraid, por la compañía discográfica Little Hi!. También producido por Jer Coons, I Will Not Be Afraid trajo canciones en diversos estilos musicales americanos, e incluyó dos canciones lanzadas anteriormente en America Religious.
Después del lanzamiento de I Will Not Be Afraid, Rose tuvo un intervalo extendido sin giras y lanzamientos de nuevos materiales, mientras exploraba nuevas direcciones musicales que ampliarían su sonido. Tras tres años, incontables cambios de personal y su ida para la compañía discográfica New West Records, Rose lanzó su tercer álbum. El nuevo álbum, Loner, fue coproducido por Rose y Paul Butler, y representó un cambio radical del estilo musical de su trabajo anterior, mezclando elementos de pop y rock alternativo e incorporando el uso de sintetizadores. Notablemente, este álbum también vio un cambio en el tono lírico, incorporando varias canciones abiertamente bien-humoradas, sarcásticas y satíricas. Aunque Rose haya tocado la mayoría de los instrumentos en la grabación del álbum, ella formó una nueva banda para salir en gira. 
En 7 de enero de 2020, Rose anunció un nuevo álbum llamado Superstar, lanzando un sencillo y un videoclipe para la canción "Feel The Way I Want", filmado enteramente con un iPhone. Rose describe Superstar como un "álbum pop cinematográfico que cuenta la historia de alguien que deja para tras todo lo que conoce y ama en búsqueda de algo mayor y más glamouroso. Es una historia sobre perderse, pero también encontrar la autoconfianza descarada de seguir un sueño." El álbum Superstar fue lanzado en 6 de marzo de 2020. Caroline Rose hizo su estreno en la televisión en 24 de febrero de 2020, tocando "Feel The Way I Want" en el Late Night with Seth Meyers.

## Discografía

### Álbumes de estudio
- America Religious (2012)
- I Will Not Be Afraid (2014)
- Loner (2018)
- Superstar (2020)